# STS-51-L
STS-51-L var den tjugofemte flygningen i det amerikanska rymdfärjeprogrammet och tionde och sista i ordningen för rymdfärjan Challenger. Starten skedde klockan 11:38 (EST) 28 januari 1986 från Pad 39B vid Kennedy Space Center i Florida och exploderade 73 sekunder efter starten på grund av ett hål som hade bränts i den stora bränsletanken vilket fick till följd att farkosten totalförstördes och alla ombordvarande omkom. Detta var första olyckan med en rymdfärja där både farkost och besättning gick förlorade. Ytterligare en olycka skedde i februari 2003 varvid Columbia havererade, men då efter utfört uppdrag under landningsfasen i jordatmosfären.

## Uppdragets mål
Huvuduppgiften för detta uppdrag var att placera två satelliter i omloppsbana: TDRS-2 (Tracking Data Relay Satellite 2) och SPARTAN-203 (en friflygande modul som skulle användas för att observera fenomen runt Halleys komet med hjälp av två ultravioletta spektrometrar samt två kameror). Vidare skulle CHAMP-programmet (Comet Halley Active Monitoring Program) återigen prövas.
Christa McAuliffe skulle ha tagit del i TISP-programmet (Teacher in Space Project, eller Lärare i rymden), och dirigerat två lektioner från omloppsbana. Eftersom hon var den första läraren som skulle ha deltagit i rymdfärjeprogrammet som astronaut, placerades ett symboliskt äpple efter hennes namn på uppdragsemblemet.
Ronald "Ron" McNair hade före flygningen arbetat med den franske kompositören Jean-Michel Jarre på ett stycke kallat Rendez-vous VI. McNair hade tagit med sig en saxofon för att spela in det första musikstycket i rymden. Efter katastrofen döpte Jarre om stycket till Ron's Piece.

## Besättning
- Dick Scobee (2), befälhavare
- Michael J. Smith (1), pilot

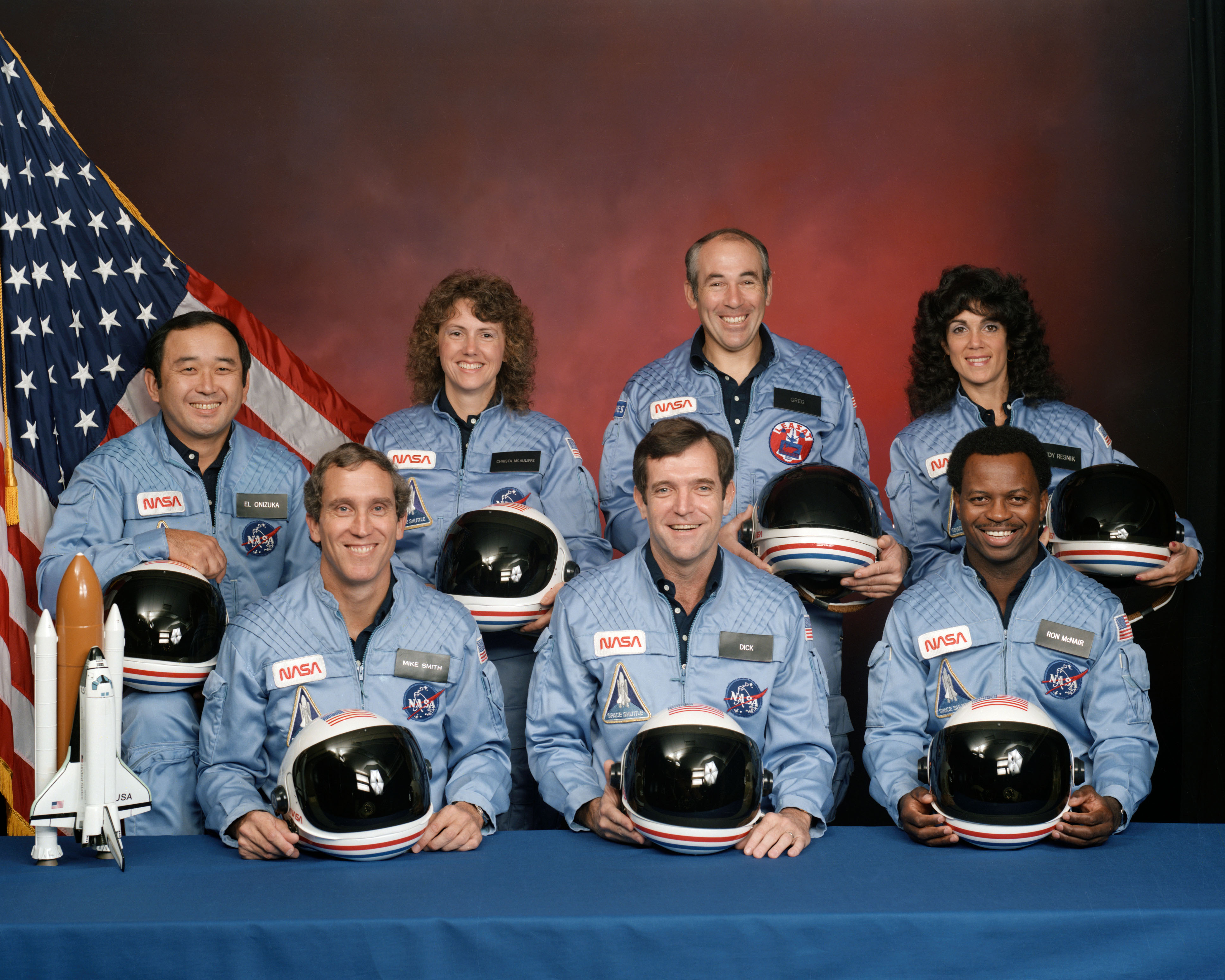
E. S. Onizuka, C. McAuliffe, G. Jarvis, J. Resnik (bakre raden). M. J. Smith, D. Scobee, R. McNair (främre raden)

- Judith Resnik (2), uppdragsspecialist
- Ellison Onizuka (2), uppdragsspecialist
- Ronald McNair (2), uppdragsspecialist
- Gregory Jarvis (1), nyttolastspecialist
- Christa McAuliffe (1), nyttolastpecialist

## Olyckan

### Bakgrund

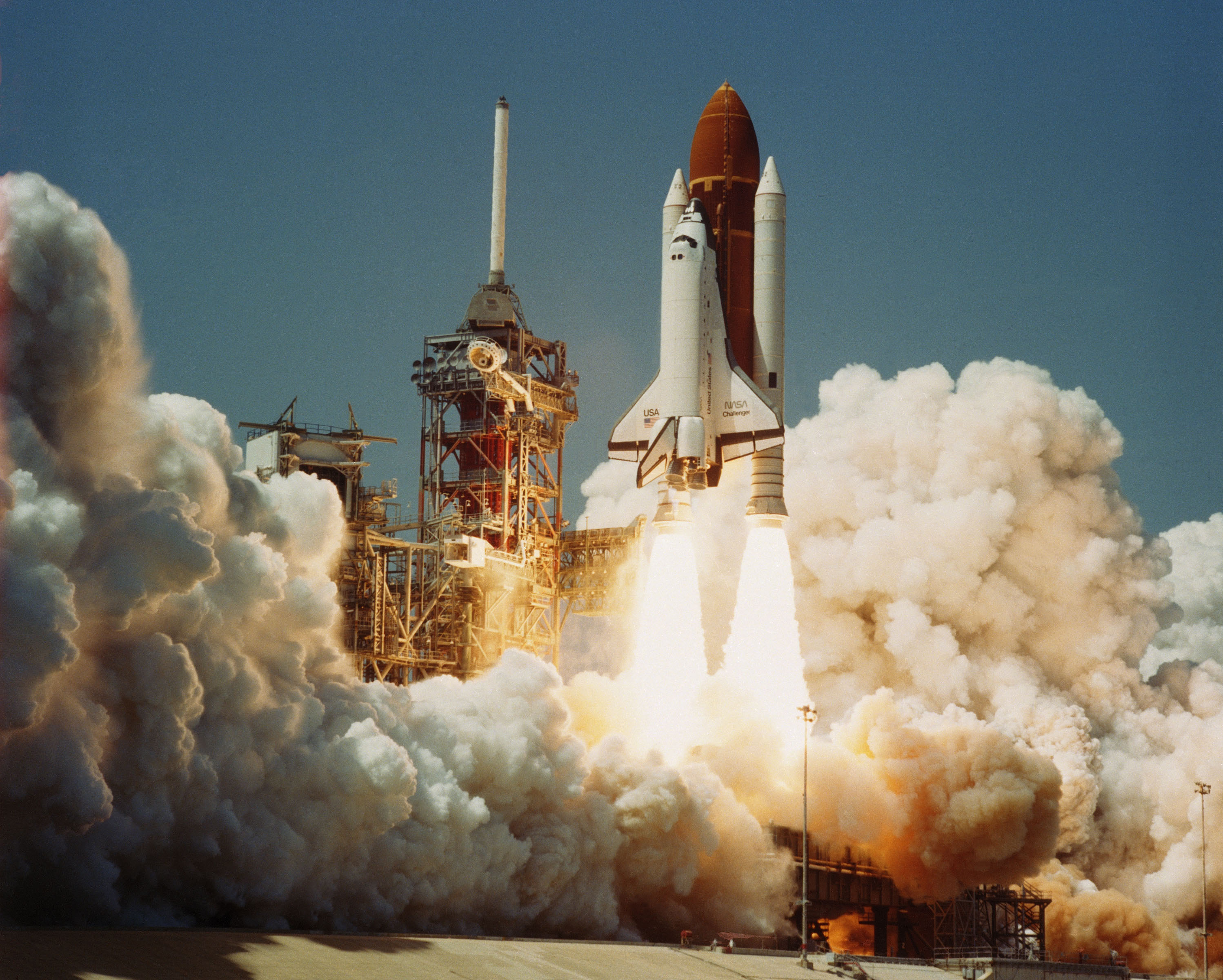
Challengers första start (4 april 1983)

NASA:s Space shuttle program började med första flygningen av Columbia som fullbordade ett uppdrag på 54 timmar med början den 12 april 1981. Rymdfärjornas uppdrag varierade: allt från att transportera satellitdelar till rymden eller att genomföra olika vetenskapliga experiment ingick i repertoaren. Challenger genomförde sin första flygning den 4 april 1983. Uppskjutningarna skedde med hjälp av rymdskyttelns egen motor samt två lyftraketer och en huvudtank. Lyftraketerna byggdes i flera sektioner och sektionerna hölls ihop av gummipackningar ("O-ringar"). En grundläggande tanke för hela programmet var att återanvända raketerna efter varje flygning och det visade sig snabbt att O-ringarna var den svaga länken. I november 1981 visade O-ringarna sin sårbarhet för första gången, 1983 följde ytterligare en incident med gummipackningarna. För Challengers del var gummipackningarna nära att gå sönder vid två flygningar i januari 1985 och i april 1985. Enligt en rapport från sommaren 1985 var rymdfärjan vid sistnämnda tillfället nära en explosion (likt den som inträffade den 28 januari 1986). Enligt NASA utgjorde dessa problem en ”oönskad, men godtagbar risk”.
Den 28 januari 1986 sköts rymdfärjan Challenger iväg för sin tionde rymdfärd. Uppdragets beteckning var STS-51-L, och skulle befordra två satelliter i rymden. Starten fick särskild uppmärksamhet eftersom läraren Christa McAuliffe skulle hålla i två lektioner som skulle sändas direkt från rymdfärjan vilket hade som mål att öka studenters intresse för högteknologiska yrken. McAuliffe hade blivit utvald bland 10 000 sökande och skulle ha blivit den första vanliga medborgaren från USA att komma ut i rymden.

### Explosionen

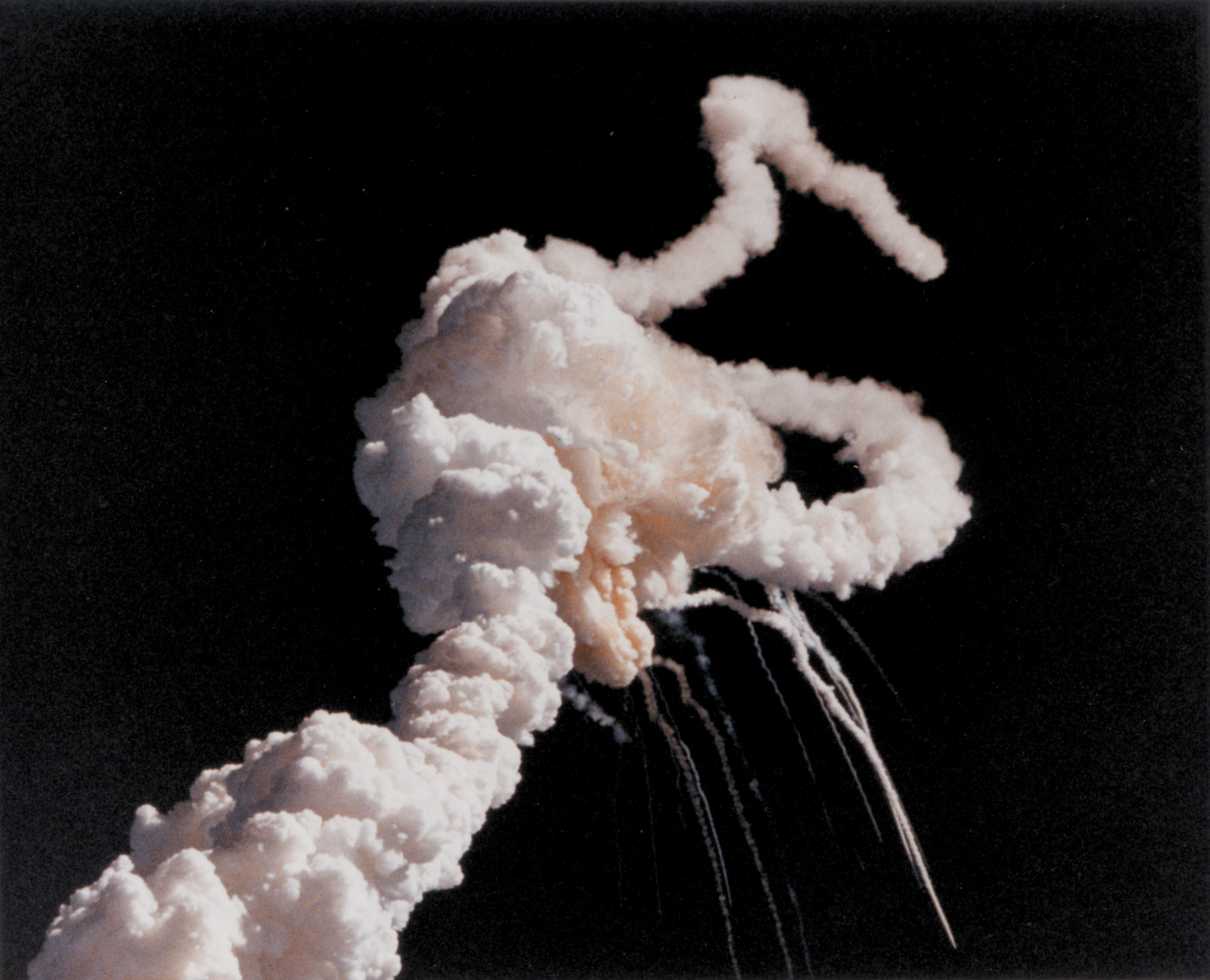
Challenger exploderar, 73 sekunder efter starten.

Challengers tionde uppdrag mötte svårigheter redan från början. Starten hade skjutits upp i flera dagar eftersom rymdfärjan Columbias landning hade fördröjts. Natten före starten utsattes Florida för en köldvåg som ledde till ett tjockt istäcke på startplattan morgonen den 28 januari 1986. Starten sköts upp till kl. 11.38 när rymdfärjan lyfte mot himlen. Uppskjutningen verkade först gå enligt planerna men när kapten Francis Scobee fick order om att öka accelerationen (“Challenger, go with throttle up”) exploderade farkosten efter 73 sekunder på 14 000 meters höjd. På ljudinspelningen hörs hur piloten Michael Smith strax före explosionen säger "Uh-oh", utan att det hördes någonting mer efter det. Challengers rester regnade ned över Atlanten i en timme. Letandet efter besättningen gav inga resultat. Astronauternas familjer och flera hundra andra personer på marken samt miljoner människor på TV bevittnade katastrofen. Challengers sista start visades även i många klassrum runtom i USA.
Man tror att besättningen överlevde själva explosionen eftersom kabinen separerades i sin helhet från resten av rymdfärjan och således var intakt. Sekunder efter separationen sjönk antagligen kabintrycket vilket förmodligen ledde till att besättningen blev medvetslös. De dog med stor sannolikhet minuter före nedslaget eftersom syret i kabinen tog slut. Att flera besättningsmedlemmar överlevde själva explosionen indikeras av att nödsystemen hos tre astronauter hade aktiverats.

### Orsakerna bakom olyckan
Strax efter katastrofen tillsatte president Ronald Reagan en kommission under ledning av före detta utrikesministern William Rogers. I kommissionen ingick bland andra Neil Armstrong, Richard Feynman, Chuck Yeager och Sally Ride.

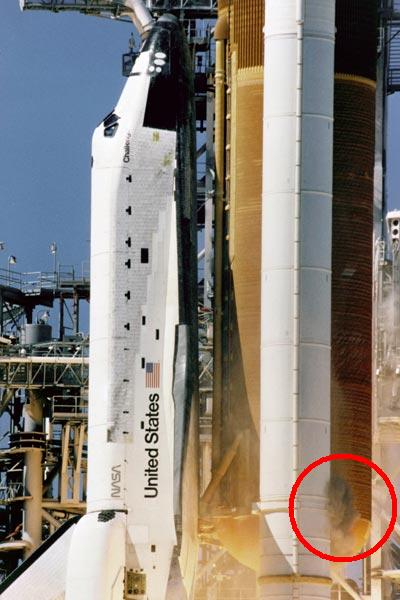
Rökmoln syns på den högra lyftraketen när Challenger lyfter

I The Rogers Commisson Report angavs flera orsaker till olyckan. Rapporten gav en del av skulden till NASA:s leverantör Mortion Thiokol Inc. som hade varit ansvariga för konstruktionen av lyftraketerna. Undersökningen fann att en av O-ringarna inte varit tillräckligt elastisk på grund av kall väderlek. En viktig ledtråd kan man se på bilderna från starten där små svarta rökmoln syns på lyftraketens bortre sida. När Challenger steg mot rymden blev läckan allt större vilket slutligen ledde till att det brändes hål i färjans externa bränsletank, varpå dess innehåll antändes vilket förstörde rymdfärjan. Även om de små svarta rökmolnen vid starten hade upptäckts, hade besättningen inte kunnat räddas eftersom Challenger inte kunde separeras från bränsletanken vid denna höga hastighet.
En annan orsak ansågs vara att NASA hade ignorerat flera ingenjörer som hade uttryckt oro natten före starten. Enligt Allan McDonald, Morton Thiokols chef på plats vid avfyrningsrampen, hade man natten den 28 januari en telefonkonferens där Morton Thiokols ingenjörer och medlemmar i NASA:s styrelse diskuterade om starten kunde genomföras. Medan ingenjörernas position var att starten inte kunde genomföras på grund av de låga temperaturerna var NASA inne på att genomföra flygningen som planerat. Konflikten avgjordes genom Morton Thiokols general manager Jerry Mason som tyckte att starten borde äga rum den 28 januari. NASA tyckte att Morton Thiokol skulle ge en skriftlig rekommendation att starten var säker. McDonald vägrade att skriva under, istället blev det företagets vicepresident som undertecknade dokumentet.
En tredje orsak var enligt Rogers Commission att NASA hade genomfört för många startar på för kort tid vilket ledde till att man överansträngde både materialet och ingenjörer som fick jobba för hårt för att förverkliga rymdorganisationens ambitioner. Även Allan McDonald ser NASA:s högt satta mål som en orsak bakom explosionen och enligt honom bidrog även Christa McAuliffes deltagande till problemet. Som medföljande "vanlig medborgare" hade hon skapat ett stort intresse för hela rymdprogrammet men planen att hålla i lektioner från rymden bidrog till tidspressen eftersom hon skulle undervisa den fjärde dagen, vilket räknat från tisdagen den 28 januari 1986 hade varit en fredag. Hade starten fördröjts till onsdag så hade den fjärde dagen varit en lördag, då inga barn hade varit i skolan för att kunna följa hennes lektioner.

### Konsekvenser av olyckan

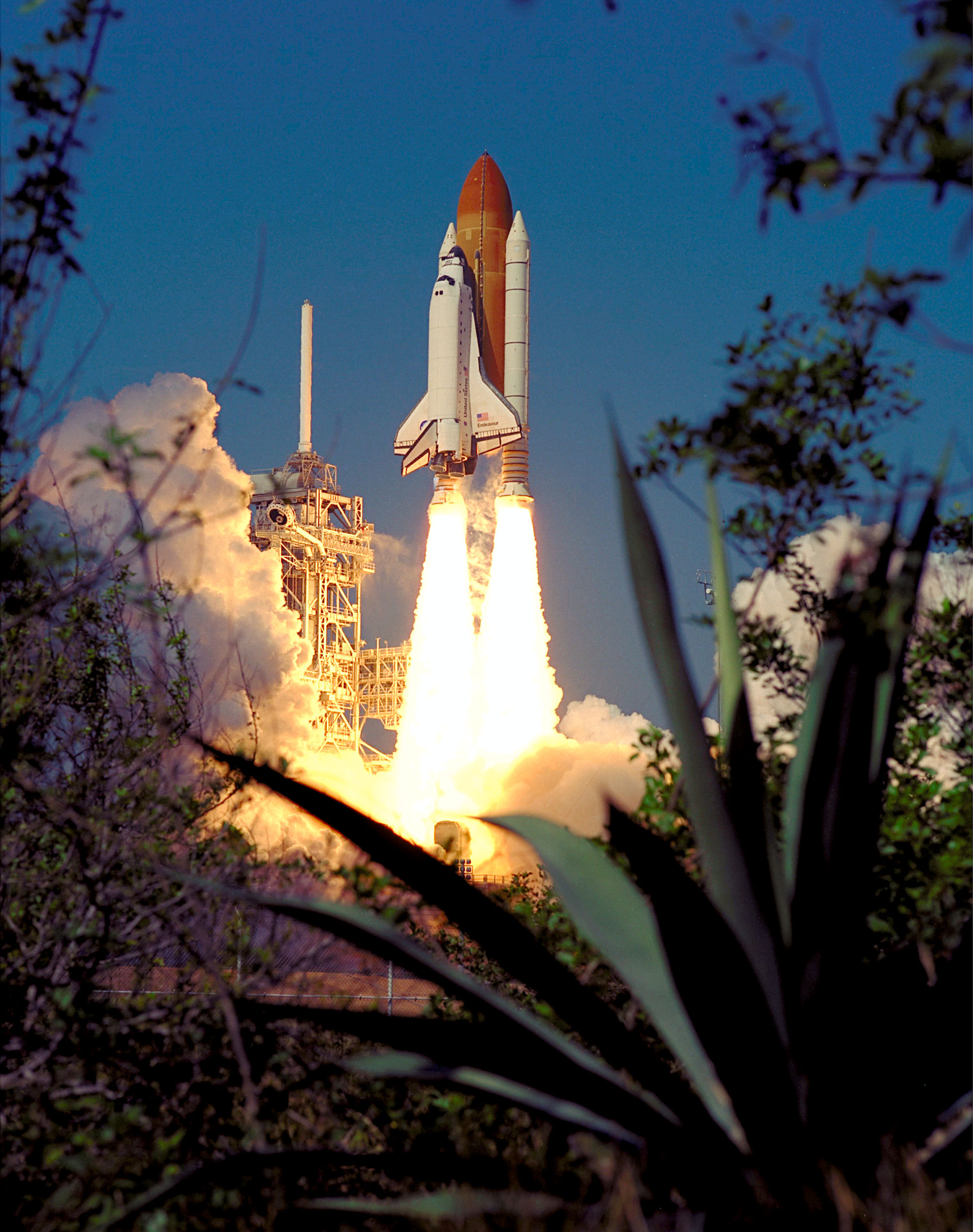
Rymdfärjan Endeavour (2000)

Rymdfärjorna pausades fram till 1988. Challenger ersattes med en ny Space shuttle som fick namnet Endeavour. I september 1988 återupptogs flygningar i och med uppskjutningen av space shuttle Discovery. Den 1 februari 2003 förstördes rymdfärjan Columbia vilket ledde till ett stopp fram till 2005. År 2011 avslutades space shuttle-programmet för gott.